# Naniwa (1885)
Naniwa (jap. 浪速) – pierwszy krążownik pancernopokładowy zbudowany specjalnie dla Japońskiej Cesarskiej Marynarki Wojennej; dał nazwę typowi dwóch krążowników (drugim był „Takachiho”). Zbudowany przez stocznię Armstrong Whitworth w Wielkiej Brytanii, został nazwany od dawnej prowincji japońskiej – Naniwa, stanowiącej obecnie część Osaki.

## Projekt
Projekt  „Naniwy”, autorstwa Williama H. White’a, wywodził się ze sławnego krążownika „Esmeralda”, budowanego w stoczni Armstronga w latach 1881−1884. W chwili wodowania, japoński okręt był jednym z najsilniejszych krążowników świata. Od „Esmeraldy” różnił się silniejszym pancerzem, wykorzystaniem bunkrów węglowych jako dodatkowej osłony, podwójnym dnem dzielonym na wiele przedziałów wodoszczelnych i wyższą wolną burtą, co dawało lepszą dzielność morską. Napęd stanowiły dwie dwucylindrowe poziome maszyny parowe podwójnego rozprężania o łącznej mocy obliczeniowej 7000 ihp, faktycznej na próbach 7120 (7604) ihp. Parę do maszyn dostarczało sześć cylindrycznych kotłów o ciśnieniu roboczym 6,3 at. Projektowana prędkość maksymalna wynosiła 18 węzłów, na próbach osiągnięto 18,72 węzła. Standardowy zapas węgla wynosił 350 ton, a maksymalny – 800, co zapewniało zasięg 9000 mil morskich przy prędkości ekonomicznej 13 węzłów.
Pierwotne uzbrojenie okrętu stanowiły dwa 260-milimetrowe działa Kruppa o masie 25 ton, zainstalowane na obrotowych podstawach na dziobie i rufie, z zapasem 200 pocisków na działo, oraz 6 odtylcowych armat Kruppa kalibru 150 mm, o długości lufy 35 kalibrów (L/35), na pojedynczych stanowiskach na sponsonach, po trzy na burcie, z zapasem amunicji 450 pocisków na działo. Kąt ostrzału dział artylerii głównej wynosił 240°, a dział burtowych 130°. W 1895 działa artylerii średniej przekonstruowano na szybkostrzelne, a w 1900 wymieniono na działa sześciocalowe (152 mm) produkcji zakładów Armstronga w Elswick. Trzy lata później, na takie same działa wymieniono też dotychczasową artylerię główną. Inne źródła podają lata 1900–1901 jako okres wymiany całej artylerii głównej i średniej, przy równoczesnym zmniejszeniu ilości dział małokalibrowych z 6 x 47 mm do 2 x 57 mm i 2 karabinów maszynowych.
Dla poprawy stabilności marsy bojowe z masztów zastąpiono po wojnie chińsko-japońskiej lekkimi platformami (w 1898).

## Służba
„Naniwa” przypłynęła do Shinagawy, Tokio 26 czerwca 1886. Była pierwszym okrętem zakupionym przez Japonię, który przebył drogę do kraju obsadzony w pełni przez japońską załogę. Pół roku później, w styczniu 1887, podczas przeglądu floty, cesarz Mutsuhito odbył na okręcie rejs z Tokio do Jokohamy.
14 grudnia 1891 dowództwo krążownika objął kapitan Heihachirō Tōgō (późniejszy zwycięzca spod Cuszimy). Następny rok krążownik spędził na rejsach szkoleniowych po wodach Archipelagu Japońskiego, a w listopadzie przeszedł przegląd w Tokio. Załoga osiągnęła bardzo wysoki poziom wyszkolenia, i w styczniu 1893 sprawnie przeprowadziła misję ratunkową wśród wysp koło Kiusiu. 8 lutego krążownik został wysłany na Hawaje, dokąd dopłynął 23 tego samego miesiąca. Celem była ochrona japońskich obywateli i zaznaczenie japońskiej obecności podczas obalenia Królestwa Hawajów, przez amerykańskich kolonistów i marines. Podczas drugiego rejsu doszło do incydentu zwanego czarnym tygodniem, na skutek którego o mało nie doszło do wojny między USA a nowo powstałą Republiką Hawajów.
W 1894, tuż przed oficjalnym wypowiedzeniem I wojny chińsko-japońskiej krążownik najpierw brał udział w uszkodzeniu chińskiego krążownika „Jiyuan” i zniszczeniu kanonierki „Guangyi”, a następnie zatrzymał i zatopił brytyjski parowiec „Kowshing” podczas bitwy pod Pungdo. Statek, wynajęty przez chińską armię Beiyang, przewoził żołnierzy do Korei. Jego zatopienie wywołało poważny incydent dyplomatyczny między Japonią i Wielką Brytanią, zakończony ostatecznie, gdy brytyjscy prawnicy uznali japońskie działania za zgodne z ówczesnym prawem wojennym.
Okręt, jako część Szybkiej Eskadry, wziął udział w bitwie u ujścia Jalu, gdzie konstrukcja pancerza udowodniła swą skuteczność: okręt trafiony 210 mm pociskiem chińskim nie odniósł praktycznie żadnych uszkodzeń. Tylko jeden marynarz na pokładzie został ranny. Następnie uczestniczył w operacjach przeciw Lüshun (Portowi Artura) i Weihaiwei, gdzie bombardował chińskie pozycje i został ponownie trafiony. W 1895  „Naniwa” weszła w skład eskadry wysłanej przeciw Tajwanowi: uczestniczyła w zdobyciu Peskadorów, ataku na Keelung i bombardowaniu fortów nadbrzeżnych w Kaohsiungu.
Dwa lata później, między 20 kwietnia a 26 września 1897, okręt ponownie odwiedził Hawaje, w związku z zakazem imigracji z Japonii i antyjapońskimi nastrojami w Republice Hawajów, które zagrażały tamtejszej społeczności japońskiej.
21 marca 1898 „Naniwę” przeklasyfikowano jako krążownik drugiej klasy i wysłano na Tajwan, co miało związek z wzmacnianiem przez Amerykanów ich sił w Azji podczas wojny amerykańsko-hiszpańskiej; w latach 1898–1900 okręt patrolował linie komunikacyjne między Manilą i Tajpej. Następnie popłynął na północ, by osłaniać japońskie desanty podczas tłumienia powstania bokserów pod koniec 1900 roku.
Podczas wojny rosyjsko-japońskiej w latach 1904–1905,  „Naniwa” stacjonowała na Cuszimie; wzięła udział w bitwie pod Czemulpo jako okręt flagowy dowódcy japońskiego zespołu kontradmirała Sotokichi Uryū. W starciu pod Ulsan wraz z bliźniaczym „Takachiho” dobiła uszkodzony rosyjski krążownik pancerny „Ruryk”.  Przydzielona następnie do Czwartej Flotylli Połączonej Floty, służyła jako okręt flagowy kontradmirała Uryū i wzięła udział w większości ważnych operacji wojennych, w tym w decydującej bitwie pod Cuszimą, gdzie została ponownie uszkodzona, podczas pierwszego i drugiego dnia bitwy.
Po 1907 przydzielono jej zadanie patrolowania północnych szlaków wokół Hokkaido. 26 czerwca 1912, podczas misji kartograficznej, weszła na mieliznę na wybrzeżu wyspy Urup w archipelagu Kuryli, doszczętnie zniszczona do 18 lipca, została porzucona jako wrak 5 sierpnia na pozycji 46°30′N 150°10′E/46,500000 150,166667. Krążownik został oficjalnie skreślony z listy floty 5 sierpnia 1912.

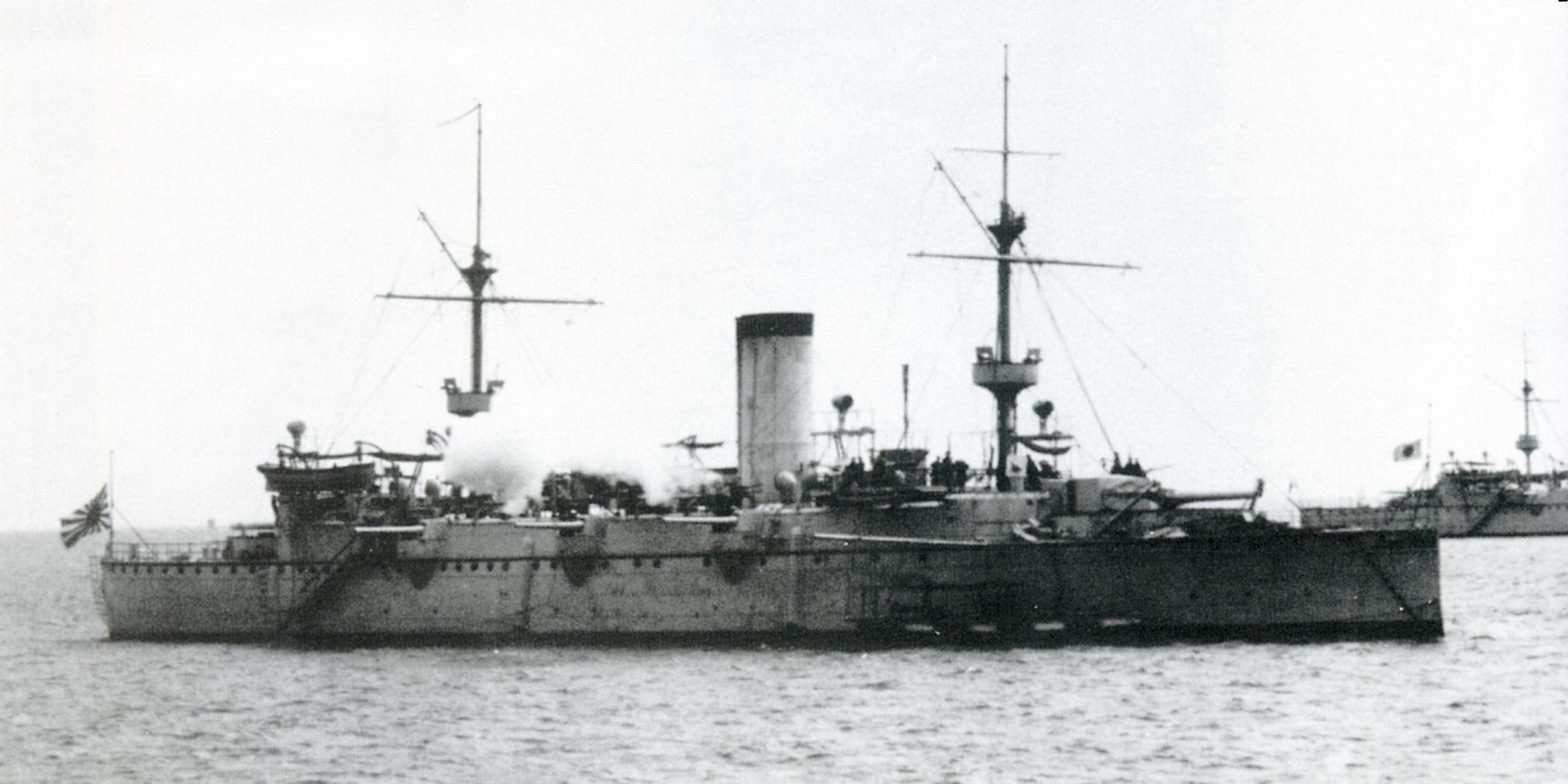
„Naniwa” w 1887
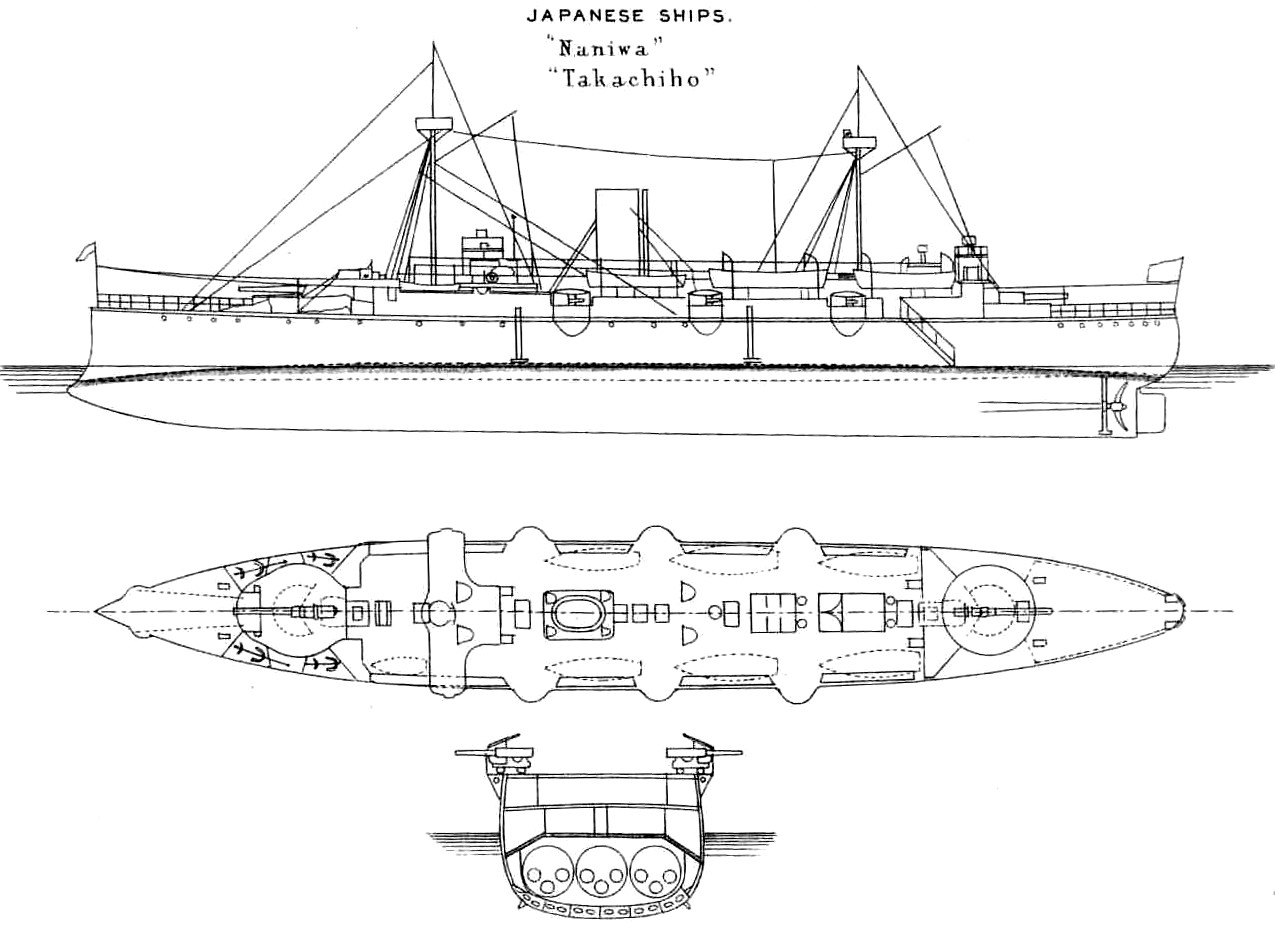
Rzuty okrętu z 1888
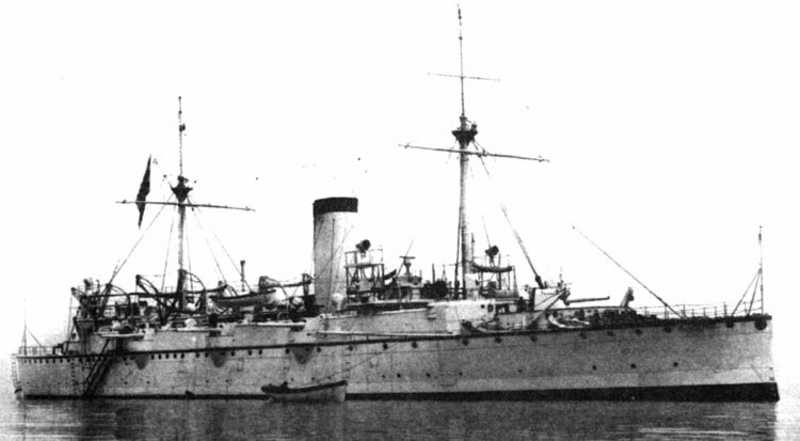
„Naniwa” po przebudowie: widać brak marsów bojowych i lżejsze działo barbety dziobowej